# Wurmstichig
Wurmstichig ist ein mittellanges deutsches Stummfilmmelodram aus dem Jahre 1913 von Eugen Illés. Erna Morena spielte hier eine ihrer ersten Filmrollen.

## Handlung
Wurmstichig, das will das Melodram suggerieren, sind die moralisch verkommenen Protagonisten, die diesen Film bevölkern. Eine von ihnen ist Erna von Hübner. Ihr gesellschaftliche Abstieg beginnt in einer schwülem Sommernacht, als sie ihren Verlobten, Graf Fritz von Meiring, mit Jean, dem Kammerdiener eines befreundeten Adelsehepaars, betrügt. Als der Verlobte dies nach mehreren Rendezvous seiner Herzdame mit dem Lakaien herausbekommt und er feststellen muss, dass Jean und Erna ihn schon seit geraumer Zeit an der Nase herumführen, bearbeitet der zornige Gehörnte im Gewächshaus, dem letzten heimlichen Rendezvous-Treffpunkt Ernas und Jeans, zunächst den Domestiken mit einer Reitpeitsche und wirft danach seine Braut kurzerhand aus seinem Leben hinaus. Damit beginnt sie in die gesellschaftliche Gosse hinabzusinken, während Fritz versucht, seinen Schmerz so gut es geht zu verarbeiten, indem er sich diversen Lustbarkeiten hingibt.
Einer dieser Zerstreuungen ist ein Maskenball. Fritz besucht diesen und wird von einer maskierten Damen in seiner Loge umgarnt. Es ist Erna, die so unerkannt ihren abtrünnigen Verlobten wieder in ihre Fänge bekommen möchte. Bei gutem Wein und einem edlen Souper wirft die verkommene, maskierte Schöne ihre Netze aus. Dies alles ist Teil eines finsteren Plans, den sie mit Jean ausgetüftelt hat. Erna fährt mit dem angetrunkenen Ex in dessen Haus und ermöglicht Jean ebenfalls Zutritt in die Villa. Während der betrogene Ex-Verlobte sich auf eine Affäre mit der Maskierten einlässt, die er noch nicht dekuvriert hat, schleicht sich Jean bis an die Türe des Boudoirs und lauscht beiden. Dort entdeckt ihn Fritzens Diener, der augenblicklich auf die Straße eilt, um einen Schutzmann ins Haus zu holen. Hier wird Einbrecher Jean befragt und verhaftet. Zu seinem Vorhaben schweigt er jedoch. Fritz ahnt, dass ihm eine Falle gestellt werden sollte und reißt, Übles ahnend, Ernas Maske herunter. Während sie ihn verächtlich macht, weist Fritz seiner Ex die Tür und schmettert desillusioniert die beiden Sektkelche, aus denen die Zwei noch eben getrunken hatten, auf den Boden.

## Produktionsnotizen
Wurmstichig entstand zum Jahresende 1912, passierte im Februar 1913 die Filmzensur und wurde am 26. April 1913 uraufgeführt. Der Dreiakter hatte eine Länge von 900 Meter.

## Kritiken
In Wiens Kinematographische Rundschau heißt es: „„Wurmstichig“ betitelt sich das Drama, in dem sich Erna Morena in ihrer Kunst zeigt. Ein Film von hervorragender Bedeutung. Die Darstellung ist erstklassig, das Milieu beliebt. (…) Die Ernüchterungsszene, wie überhaupt der dritte Akt dieses Dramas ist den Besten zuzuzählen.“
Das Prager Tagblatt konstatierte: „Erna Morena, einer der größten Kinoschauspielerinnen, die lebhaft an Asta Nielsen erinnert, spielt das brutale und doch so verführerische Weib mit Meisterschaft.“